# Tlumočník (film)
Tlumočník je slovensko-rakousko-český film, jehož hlavními hrdiny jsou dva staří muži, které ztvárnili Jiří Menzel a Peter Simonischek a kteří cestující po Slovensku, aby se dozvěděli více o vlastní minulosti. 
Na filmovém festivalu v Haifě byl oceněn jako nejlepší mezinárodní film, který zkoumá židovskou a izraelskou zkušenost.